# Humaira Begum
Humaira Begum, född 24 juli 1918, död 26 juni 2002, var afghansk drottning, gift med kung Mohammed Zahir Shah av Kungariket Afghanistan. Hon var Afghanistans sista drottning.

## Biografi
Humaira Begum var dotter till Sardar Ahmad Shah Khan och Zarin Begum. Hon gifte sig med sin kusin kronprinsen 7 november 1931. Maken blev kung 8 november 1933.
Under första hälften av makens regeringstid spelade hon ingen större offentlig roll. Sedan kung Amanullah Khan 1929 blivit avsatt delvis på grund av missnöjet med drottning Soraya Tarzis offentliga engagemang var offentligt verksamma kvinnor kontroversiellt. Efter andra världskriget började dock regeringen se vikten av en reformering av samhället, och det inkluderade en reform av kvinnors ställning. Humaira grundade år 1946 det första kvinnoinstitutet i Afghanistan (Women's Welfare Association).
År 1959 besvarade Humaira premiärminister Mohammed Daoud Khans vädjan till landets kvinnor att frivilligt sluta bära slöja genom att ta av sig sin egen. Detta var en del av den reformering av kvinnans ställning som  hade inletts i landet efter andra världskriget och som hade föregåtts av anställningen av kvinnor i Kabuls radio 1957 och i statens fabriker följande år, och i augusti 1959 närvarade kvinnorna i kungafamiljen, med drottningen och premiärministerns Zamira Begum främst, i den kungliga boxen vid en militärparad utan slöja. Premiärministern bemötte protesterna från prästerskapet med att bjuda in dem för att visa honom var i koranen det uttryckligen stod att kvinnan måste bära slöja. Då de misslyckades med detta förklarade han att de kvinnliga medlemmarna av kungafamiljen i fortsättningen inte skulle bära slöja. Inget slöjförbud utfärdades, men det kungliga exemplet gjorde att ministrarna kände sig tvungna att tillåta sina hustrur och döttrar att följa drottningens exempel, och efter detta blev slöjan omodern bland kvinnorna i den urbana över- och medelklassen i decennier framåt.
Efter detta deltog Humaira Begum i samma kungliga representation som var brukligt för drottningar i Europa och närvarade vid offentliga högtider och besökte offentliga inrättningar, välgörenhetsföreningar och kulturella evenemang utan slöja.
Maken avsattes i sin frånvaro en kupp år 1973, då han befann sig i Italien för att undergå en operation. Humaira hade inte följt med honom på resan, och placerades i husarrest i sin bostad tills hon fick tillstånd att lämna landet och återförenas med honom. Hon tillbringade sedan resten av sitt liv i Italien. Hon hade planer på att återvända till Afghanistan 2002, men avled av hjärtbesvär före avresan. Hon begravdes i Kabul.